# シルバーアロー号湘南へ
シルバーアロー号湘南へ（しるばーあろーごうしょうなんへ）は、ザ・ウォータージェットメンが神奈川県鎌倉市大船の大船駅から藤沢市片瀬の湘南江の島駅までを走る湘南モノレール江の島線のPRソングとして、地元ミニコミ誌に収納されたCD付きの小冊子で出したシングル。2006年発売。

## 概要
2005年に湘南モノレールの社長がコミュニティFM放送局「藤沢エフエム放送」の番組に出演したことがきっかけで、湘南モノレール江の島線のPRソングとして制作され、2006年に地元ミニコミ誌に収納された小冊子に付いているCDに収録された。
CDには湘南モノレール江の島線が赤いシルエットで描かれている。

## 収録曲
全曲作詞・作曲：竹之内豊
1. シルバーアロー号湘南へ
湘南モノレール江の島線のPRソング。
2. 水守り男達